# Tiếng Sumer
Tiếng Sumer (𒅴𒂠 EME.ĜIR15) là ngôn ngữ được nói tại miền nam Lưỡng Hà (Iraq ngày nay) ít nhất là từ thiên niên kỷ thứ 4 trước Công nguyên. Thiên niên kỷ thứ 3 TCN chứng kiến sự nảy sinh và phát triển mối quan hệ cộng sinh văn hóa hết sức mật thiết giữa người Sumer và người dân Đế quốc Akkad, trong đó bao gồm việc sử dụng song ngữ Sumer và Akkad một cách rộng rãi. Tiếng Sumer sự ảnh hưởng rõ ràng lên tiếng Akkad (và ngược lại) ở mọi khía cạnh, từ sự vay mượn từ vựng trên quy mô lớn đến sự hội tụ cú pháp, hình thái và âm vị. Điều này khiến các học giả xem tiếng Sumer và tiếng Akkad ở thiên niên kỷ thứ 3 TCN thuộc cùng một vùng ngôn ngữ (sprachbund).
Theo thời gian, tiếng Akkad dần thay thế tiếng Sumer để trở thành ngôn ngữ giao tiếp vào khoảng năm 2000 TCN (thời gian chính xác hiện vẫn là vấn đề tranh luận). Tuy vậy, tiếng Sumer vẫn tiếp tục giữ vai trò là ngôn ngữ thiêng liêng, ngôn ngữ trong nghi lễ, trong văn học và trong khoa học tại vùng Lưỡng Hà cho đến mãi thế kỷ 1. Từ đó, tiếng Sumer bị quên lãng cho đến thế kỷ 19 khi những nhà Assyria học bắt đầu giải mã các văn khắc chữ hình nêm và khai quật các bản ghi do những người nói tiếng Sumer bỏ lại. Tiếng Sumer là một ngôn ngữ biệt lập.

## Biến thể

### Các giai đoạn
Lịch sử phát triển của chữ viết Sumer có thể được chia thành các giai đoạn như sau:
- Giai đoạn tiếng Sumer cổ xưa – thế kỷ 31–26 TCN
- Giai đoạn tiếng Sumer cổ điển – thế kỷ 26–23 TCN
- Giai đoạn Tân Sumer – thế kỷ 23–21 TCN
- Giai đoạn tiếng Sumer muộn – thế kỷ 20–18 TCN
- Giai đoạn Hậu Sumer – sau năm 1700 TCN

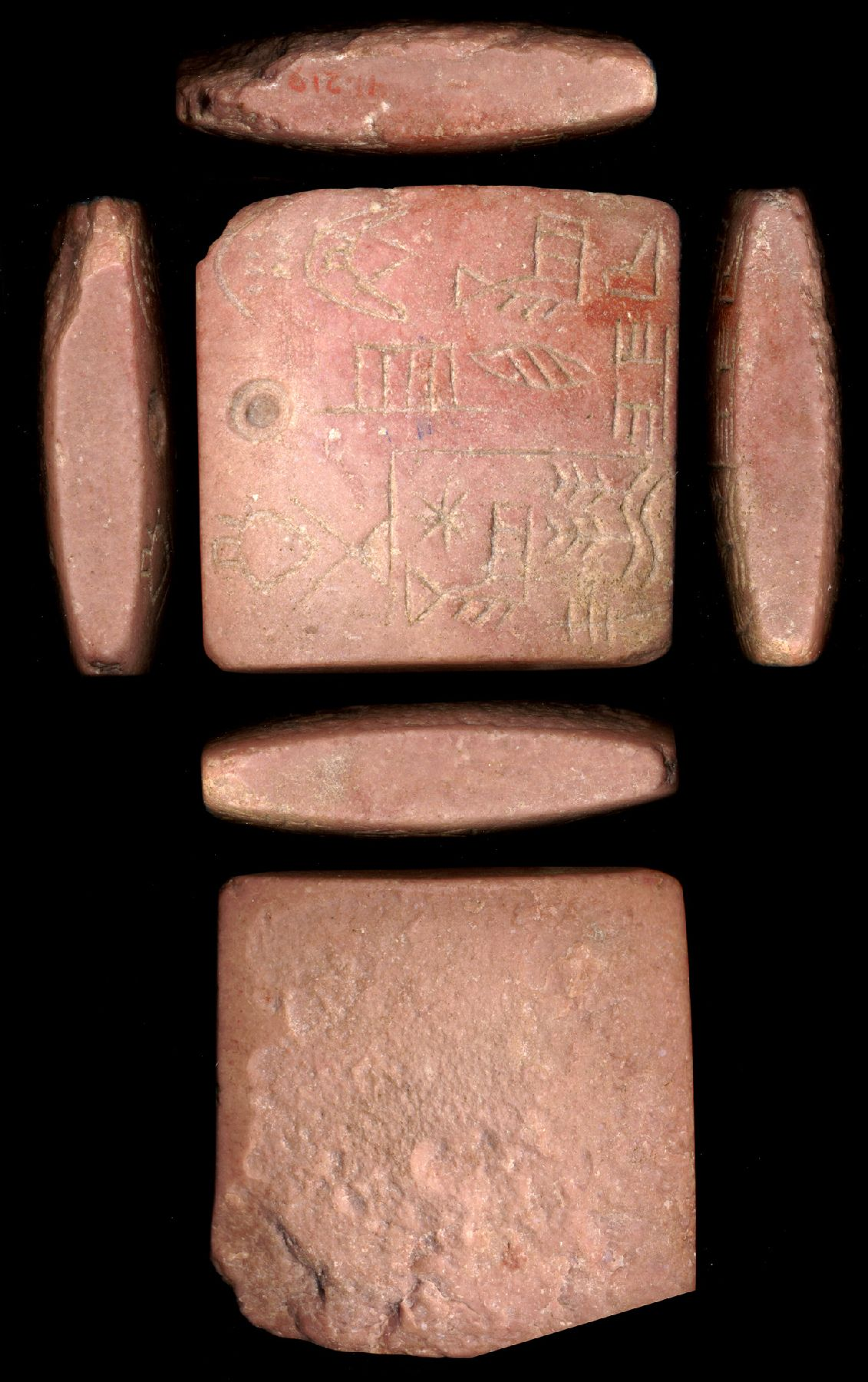
Bản khắc (thời kỳ Trước chữ viết) ghi lại việc chuyển nhượng đất đai. Trên bản khắc này có thể thấy bước chuyển từ việc dùng chữ tượng hình sang chữ tượng thanh. Trưng bày tại Bảo tàng Walters Art, Baltimore, Maryland, Hoa Kỳ. Niên đại: 3100–2900 TCN

Giai đoạn Sumer cổ xưa bắt đầu với thời kỳ Jemdet Nasr (Uruk III) khoảng từ thế kỷ 31 đến thế kỷ 30 TCN. Giai đoạn này nối tiếp giai đoạn Trước chữ viết (protoliterate) trải dài phỏng chừng từ thế kỷ 35 đến thế kỷ 30 TCN.
Một số cách chia giai đoạn có thể bỏ qua giai đoạn Sumer muộn và xem tất cả các văn bản được viết sau năm 2000 TCN là thuộc giai đoạn Hậu Sumer. Thuật ngữ "Hậu Sumer" dùng để chỉ thời gian mà ngôn ngữ này đã "tuyệt chủng" và chỉ còn được người Babylon và người Assyria bảo tồn như một ngôn ngữ tế lễ và cổ điển (dùng trong tôn giáo, nghệ thuật và học thuật). Từ trước đến nay, sự tuyệt chủng này thường được cho là diễn ra vào khoảng cuối Triều Ur thứ ba (quốc gia cuối cùng có đa số là người Sumer, nằm ở vùng Lưỡng Hà) khoảng năm 2000 TCN. Tuy nhiên, thời điểm này chỉ mang ý nghĩa ước chừng do có những học giả cho rằng tiếng Sumer đã chết hoặc đang tàn tạ ngay từ khoảng năm 2100 TCN, trước khi giai đoạn Ur III bắt đầu, trong khi những học giả khác lại tin rằng tiếng Sumer vẫn duy trì vai trò ngôn ngữ giao tiếp ở một vùng nhỏ thuộc miền nam Lưỡng Hà (Nippur và vùng phụ cận) cho đến tận năm 1700 TCN. Cho dù tình trạng sử dụng tiếng Sumer trong giao tiếp có như thế nào đi nữa trong giai đoạn 2000–1700 TCN thì cũng từ giai đoạn này trở đi, một lượng đặc biệt lớn các văn bản văn chương và các danh sách từ vựng song ngữ Sumer–Akkad vẫn tồn tại, đặc biệt là từ trường pháo Nippur. Điều này – cùng với việc sử dụng hết sức rộng rãi tiếng Sumer tại các nhà nước nói tiếng Akkad trong cùng khoảng thời gian – là cơ sở căn bản để phân biệt giai đoạn Sumer muộn và các giai đoạn về sau.

### Các phương ngữ
Người ta ghi nhận được hai biến thể (phương ngữ hay phương ngữ xã hội) của tiếng Sumer. Biến thể chuẩn được gọi là eme-ĝir (ĝ phát âm là [ŋ]). Biến thể kia được gọi là eme-sal (𒅴𒊩 EME.SAL, có lẽ mang nghĩa là "tiếng nói hay" hoặc giọng nói cao., mặc dù hay được dịch là "ngôn ngữ của đàn bà". (gốc từ sal có thể mang nhiều nghĩa). Eme-sal được dùng riêng bởi nhân vật nữ trong một số văn bản văn chương. Ngoài ra, eme-sal cũng chiếm ưu thế trong một số thể loại ca khúc nghi lễ nhất định. Điểm đặc biệt của eme-sal chủ yếu nằm ở mặt âm vị (chẳng hạn, m dùng thay cho ĝ trong me, khác với cách chuẩn là ĝe26, nghĩa là "tôi"). Tuy nhiên, các từ vựng khác hẳn với ngôn ngữ chuẩn cũng được dùng (chẳng hạn là ga-ša-an, so với ngôn ngữ chuẩn là nin, nghĩa là "quý bà").

### Sách
- Rubio, Gonzalo (2007). "Sumerian Morphology". Trong Alan S. Kaye (biên tập). Morphologies of Asia and Africa. Quyển 2. Winona Lake, IN: Eisenbrauns. tr. 1327–1379. ISBN 1-57506-109-0.